# Calificador del Santo Oficio
Calificador del Santo Oficio era el teólogo nombrado por el tribunal del Santo Oficio destinado a censurar libros y proposiciones o afirmaciones dogmáticas y, en algunas ocasiones, dictaminar sobre cuestiones dudosas del mismo tribunal.
Los calificadores del Santo Oficio eran especialistas en teología y doctrina los que tenían como tarea principal la de detectar y delatar a los textos sospechosos de contener ideas contrarias a la doctrina religiosa y política, y evaluar los contenidos y servicios de los escritos confiscados y las declaraciones de los procesados. La acción del calificador era, pues, esencial Dentro del sistema de censura del Santo Oficio.
En general, en un primer momento, los calificadores del Santo Oficio tenían una formación académica alta, y era abundante el grado de doctor en teología y maestro en artes. Muchos eran catedráticos en teología y artes en la universidad o lectores de sus conventos. A menudo pertenecían al clero regular, pero también al clero secular. Durante el siglo XVIII disminuyó el número de calificadores titulados, a pesar de que entonces hubo muchos más graduados que en los siglos anteriores y aumentó el número de calificadores en España debido a las crecientes actividades de censura de libros y de proposiciones. Parece verosímil que el Santo Oficio se viera obligado a reclutar a sus miembros entre personas que no tenían formación universitaria y que solo habían estudiado en su orden religiosa. A los catedráticos de teología y de filosofía del siglo XVIII aquel cargo inquisitorial ya no les atraía tanto como antes. Jovellanos se quejaba del bajo nivel de los calificadores de su época, los cuales solían ser frailes que no conocían idiomas extranjeros y solo sabían algo de teología escolástica y moral casuística.